# Особняк Яковлева
Особняк богатого откупщика С. Я. Яковлева у Обухова моста в Санкт-Петербурге (Московский проспект, 10—12) был построен в 1766 году в стиле елизаветинского барокко. Авторство проекта приписывают архитектору Бартоломео Растрелли.
Коллежский асессор Савва Яковлевич Яковлев, родом из города Осташкова, Тверской губернии, был колоссально богатым домовладельцем, владельцем железных рудников на Урале (Невьянских заводов) и откупщиком всех русских таможен при Петре III.
В 1762 году Савва Яковлевич приобрел в собственность и «тыном огради» громадный четырёхугольный участок земли в Петербурге у Сенной площади, ограниченный Обуховским (ныне Московским) проспектом, набережной Фонтанки, Гороховой и Большой Садовой улицами. На Фонтанке у Обухова моста Яковлев построил дачу, завершенную в 1766 году. Главное здание усадьбы в стиле позднего барокко выходило к реке, во дворе позади дома был разбит обширный сад.
Сохранилось фото дворового фасада. Центральная его часть в три этажа, была декорированная пилястрами установленными на рустованный нижний этаж. Наличники окон напоминают растреллиевские наличники Зимнего дворца. Венчал фасад лучковый фронтон, с тимпаном украшенным лепным горельефом. По аналогии с другими домами того времени, можно предположить, что здесь находился большой двухсветный зал в пять окон. Боковые ризалиты были двухэтажными и завершались треугольными фронтонами с картушами (по-видимому, с вензелями владельца).
В 1840-х годах наследники продали дом, сохранявший богатую внутреннюю отделку. В нём последовательно размещались: детский приют, бронзовая фабрика Шопена, увеселительное заведение, лечебница. В 1901 году особняк был снесён из-за расширения Сенного рынка.
Особняк был снесён в начале XX века.

## Другие здания построенные С. Я. Яковлевым
На средства С. Я. Яковлева строился также и Храм Спаса на Сенной (не сохранился), находившийся неподалёку. В нём был устроен склеп, в который с Сампсониевского кладбища Яковлев перенёс останки своих родителей.
На этом же участке, на углу Садовой и Гороховой в 1780-х годах он построил дом (сохранился). Наследники Яковлева владели им более столетия, позднее он был продан купцу Воденикову.